# Portage-Des-Sioux
Portage Des Sioux est une ville du comté de Saint Charles dans l'État du Missouri. La ville est située le long du fleuve Mississippi.
Au dernier recensement de 2010, la population s'élevait à 328 personnes.
La cité possède un sanctuaire dédié à Notre-Dame des rivières.
La ville a été fondée en 1799 à la fin d'une courte période coloniale espagnole par le lieutenant-gouverneur Zenon Trudeau et François Saucier en réaction aux plans américains de construire un poste militaire sur l'autre rive du fleuve Mississippi. 
Le nom français provient du transport par voie terrestre par les Amérindiens Sioux, des canoës et autres embarcations, entre la rivière Missouri et le Mississippi. 
C'est dans cette  ville que fut signé le Traité de Portage des Sioux en 1815. Ce traité devait régler le conflit entre les Amérindiens Sioux et les États-Unis et mettre un terme à la Guerre de 1812.
Ce traité consolidait celui de Saint-Louis (1804) dans lequel les Sauks et les Fox cédaient le nord du Missouri et une grande partie de l'Illinois et du Wisconsin et le Traité de Fort Clark (1808) dans lequel la nation des Osages cédait l'ensemble de l'Arkansas et le Missouri. Le résultat devaient aboutir à la guerre de 1812, au cours de laquelle les tribus furent obligées de se déplacer vers l'ouest du Missouri.